# Dent du Villard
La dent du Villard est une montagne de France située en Savoie, dans le massif de la Vanoise, au-dessus de Courchevel.

## Géographie
Son sommet culminant à 2 285 mètres d'altitude est marqué par une table d'orientation et une croix. La montagne est constituée de gypse, tout comme la crête du mont Charvet et le Petit mont Blanc au sud, ce qui lui confère son aspect chaotique au sommet cratérisé et aux flancs couverts d'éboulis et entaillés par l'érosion. Son versant occidental est inclus dans une réserve biologique dirigée.
Elle tient son nom du village du Villard situé à ses pieds au nord.

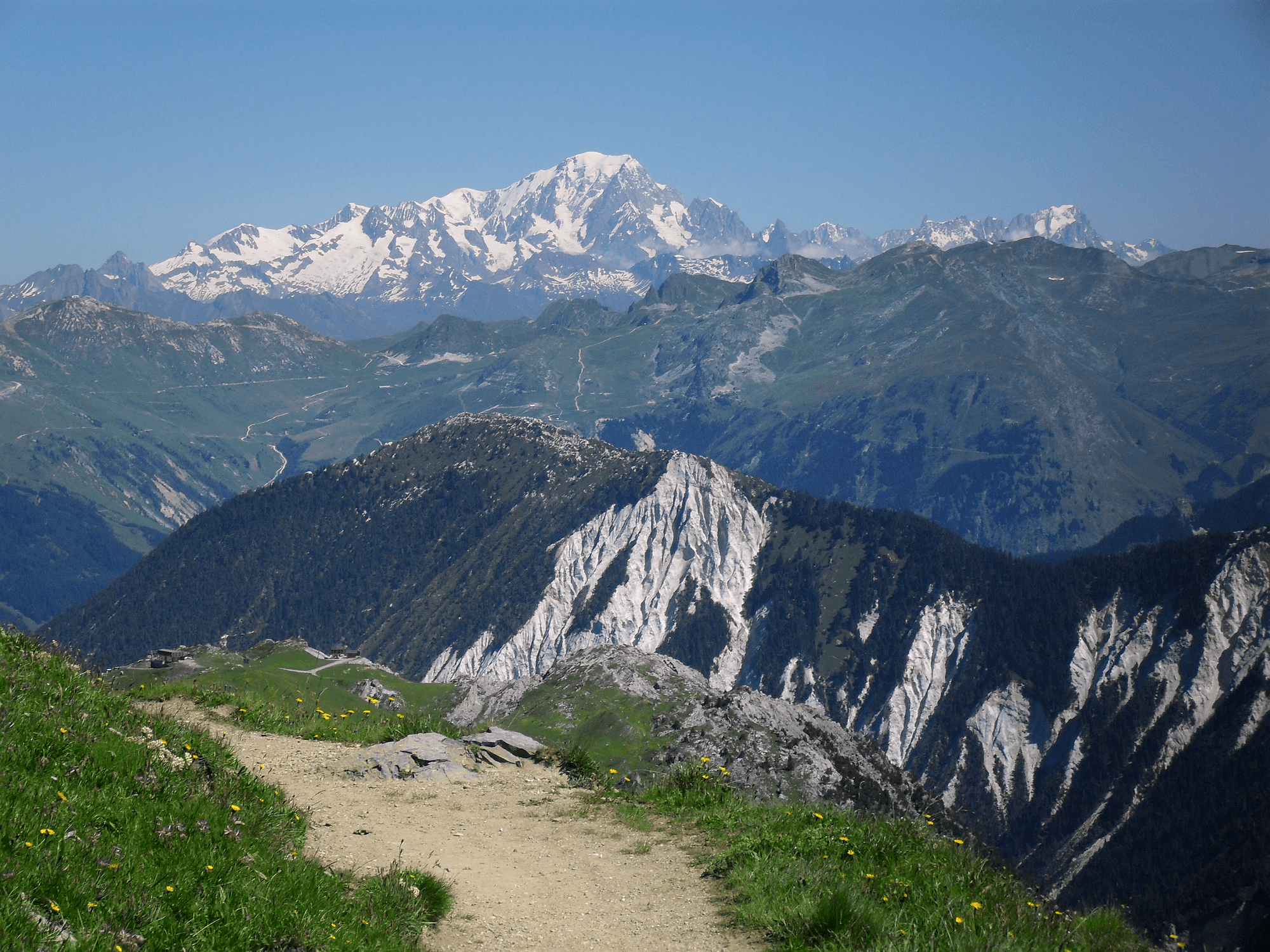
Vue de la dent du Villard (au second plan) et du massif du Mont-Blanc (au dernier plan) depuis les hauteurs de Courchevel au sud-ouest.

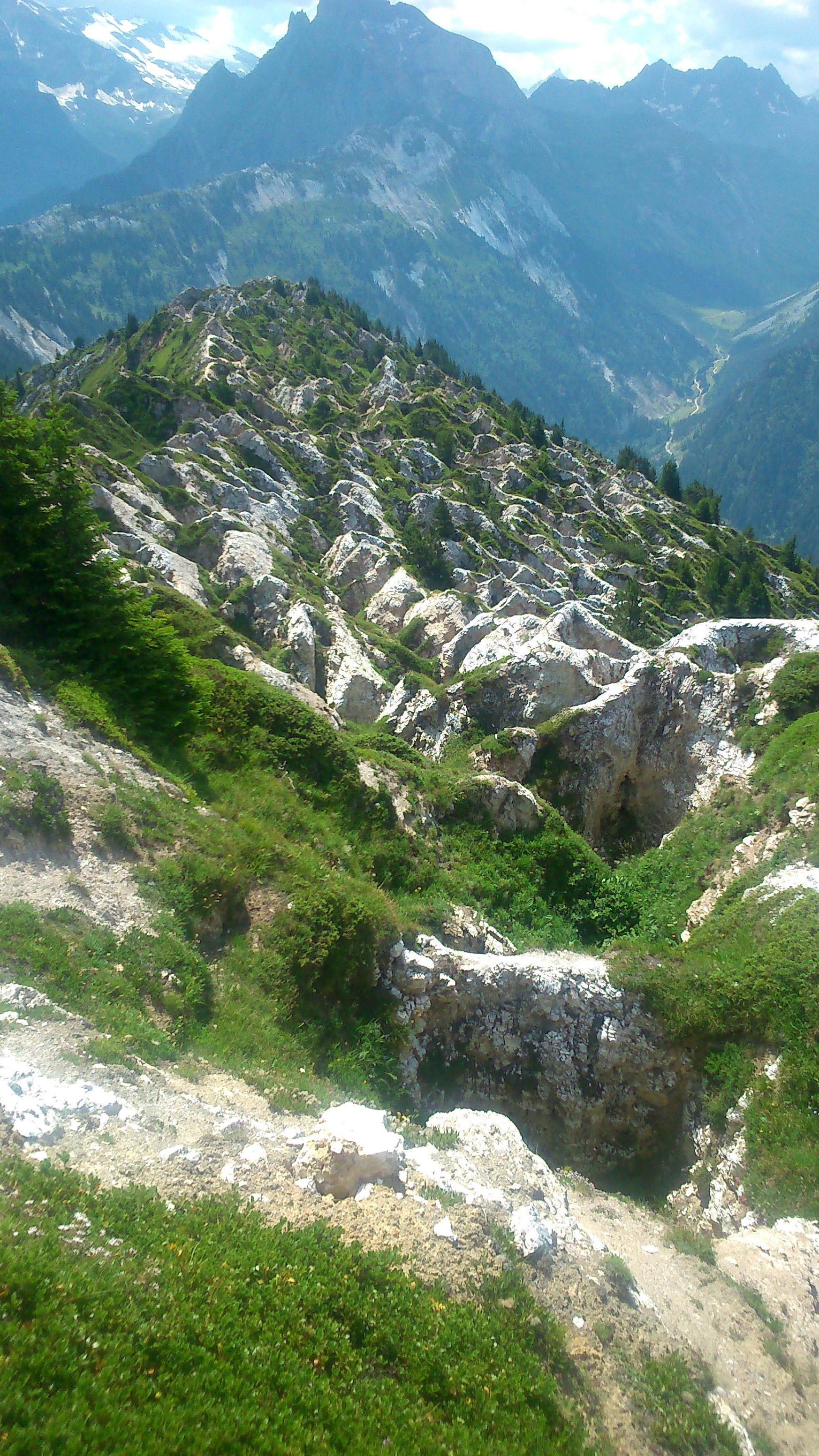
Vue du sommet de la dent du Villard présentant de nombreux cônes de dissolution.